# Rudolph Schulz
Rudolph Schulz (* 7. Januar 1827 in Booßen; † 9. Januar 1899 ebenda) war ein deutscher Rittergutsbesitzer, Jurist und Reichstagsabgeordneter.

## Leben

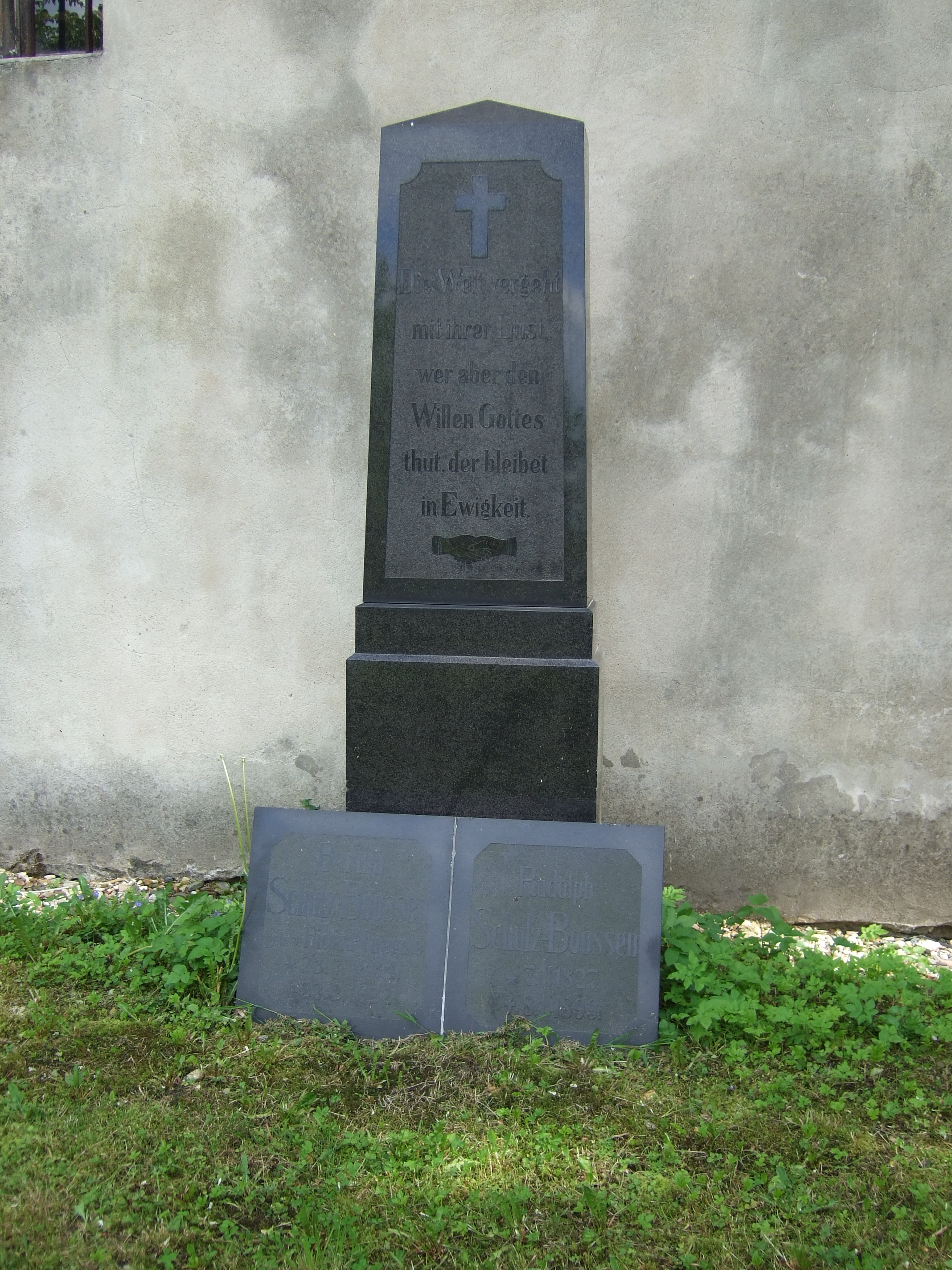
Grabmal von Bertha Schulz-Booßen geborene von Ricaud-Tiregale und Rudolph Schulz-Booßen an der Dorfkirche Booßen.

Schulz war ein Sohn der Pauline Lohde (* 1800; † 1878) und des Grundbesitzers Ferdinand Schulz (* 1787; † 1877). Der Vater war Gutsherr u. a. auf Heinersdorf, Genshagen, Petershagen, Podelzig und Goray sowie Geheimer Justizrat. Die Elter teilten den Besitz auf ihre Nachfahren auf und waren das Gründerehepaar der Schulz-Heinersdorf`schen Familienstiftung. 
Rudolph besuchte das Köllnische Gymnasium in Berlin und studierte in Berlin und Bonn  Rechtswissenschaft. 1849 wurde er Mitglied des Corps Palatia Bonn. Nach dem Studium trat er als Auskultator in den Staatsdienst und nahm 1855 als Referendar den Abschied, um sich der Landwirtschaft auf seinen Rittergütern Groß-Drewitz im Kreis Guben und Booßen im Kreis Lebus zu widmen.
Von 1874 bis 1879 war er Mitglied des Preußischen Abgeordnetenhauses und von 1874 bis 1877 des Deutschen Reichstags für den Wahlkreis Frankfurt 7 (Guben, Lübben) und die Nationalliberale Partei.
1856 heiratete Rudolph Schulz in Landberg a. d. Warthe seine Bertha von Ricaud-Tiregale (* 23. Juli 1834 in Landsberg an der Warthe; † 22. Februar 1922 in Booßen), Tochter des Oberstleutnant von Ricaud-Tiregale, Vicomte d'Almanon, und der Karoline Gebhard. Bertha und Rudolph hatten acht Kinder, die teils verschiedene Nebengüter erhielten oder eigene Güter erwarben. Tochter Wanda wiederum liierte sich mit dem Hofdrucker Eugen Trowitzsch aus Frankfurt a. d. O. Tochter Frida heiratete den späteren Generalleutnant Carl von Jacobi. Auch die jüngste Tochter Gertrud wählte mit August von Rospatt einen adelige Ehepartner.